# シンタシュタ文化

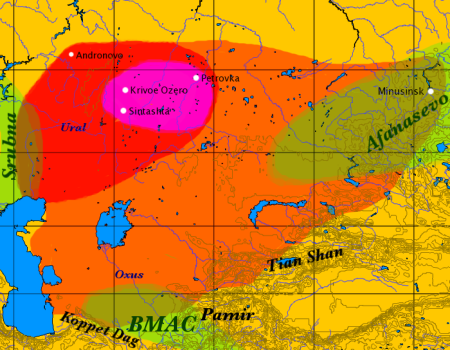
赤がシンタシュタ文化の領域である（オレンジはアンドロノヴォ文化の最大領域）

シンタシュタ文化（シンタシュタぶんか、Sintashta culture）またはシンタシュタ・ペトロフカ文化 、シンタシュタ・アルカイム文化は青銅器時代のユーラシアステップ北部（東ヨーロッパ、中央アジア）に紀元前2100-1800年に栄えた考古文化である 。

## 概要
シンタシュタ文化は一般にインド・イラン語派の原郷と考えられている。最古のチャリオットが見つかっており、当時の戦闘技術の最先端を生み出し、旧世界まで拡散させる、揺籃の地であったことが示唆される 。
シンタシュタ文化の集落は、銅鉱業と銅冶金の強さが顕著であるが、これは草原の文化にとっては珍しいことである。

## 文献
- Anthony, D. W. (2009). “The Sintashta Genesis: The Roles of Climate Change, Warfare, and Long-Distance Trade”. In Hanks, B.; Linduff, K.. Social Complexity in Prehistoric Eurasia: Monuments, Metals, and Mobility. Cambridge University Press. pp. 47-73. doi:10.1017/CBO9780511605376.005. ISBN 978-0-511-60537-6
- Hanks, B.; Linduff, K. (2009). “Late Prehistoric Mining, Metallurgy, and Social Organization in North Central Eurasia”. In Hanks, B.; Linduff, K.. Social Complexity in Prehistoric Eurasia: Monuments, Metals, and Mobility. Cambridge University Press. pp. 146-167. doi:10.1017/CBO9780511605376.005. ISBN 978-0-511-60537-6
- Koryakova, L. (1998a). “Sintashta-Arkaim Culture”.   The Center for the Study of the Eurasian Nomads (CSEN). 2010年9月16日閲覧。
- Koryakova, L. (1998b). “An Overview of the Andronovo Culture: Late Bronze Age Indo-Iranians in Central Asia”.   The Center for the Study of the Eurasian Nomads (CSEN). 2010年9月16日閲覧。
- Kuznetsov, P. F. (2006). “The emergence of Bronze Age chariots in eastern Europe”. Antiquity 80 (309):  638–645.  オリジナルの2012-07-07時点におけるアーカイブ。.
- 荒友里子「青銅器時代の草原文化」『ユーラシアの大草原を掘る』(アジア遊学238)勉誠出版(ISBN 9784585227045)